# 利古里亚海岸

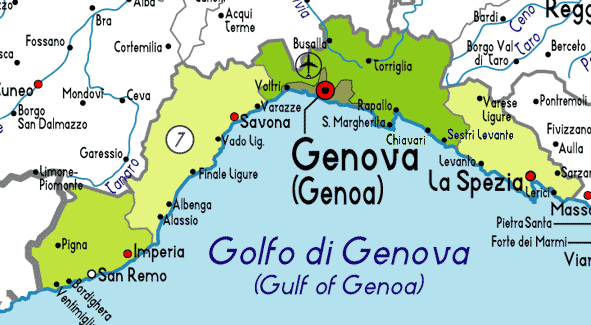
利古里亚海岸

利古里亚海岸（義大利語：Riviera ligure），在一些語言中又稱作意大利里维埃拉（Italian Riviera），是意大利地中海沿岸地区，从托斯卡纳大区直至与法国滨海阿尔卑斯省芒通接壤的大片区域，中心区集中于利古里亚大区热那亚所处的利古里亚海湾东、西沿海。
「意大利里维埃拉」的相對地名是「法国里维埃拉」（蔚藍海岸）。